# Panna Nikt
Panna Nikt – powieść Tomasza Tryzny, opublikowana w 1994, w 1996 zekranizowana przez Andrzeja Wajdę. Książkę przetłumaczono na 14 języków (została wydana w zachodniej Europie, Skandynawii, na Wyspach Brytyjskich, w USA, Kanadzie, Nowej Zelandii, Australii, Brazylii).

## Opis fabuły
Piętnastoletnia Marysia Kawczak, pochodząca z biednej dolnośląskiej wioski, Jawiszowa, przeprowadza się z rodziną do Wałbrzycha. Prostolinijna i naiwna, czuje się wyobcowana w nowym miejscu i szkole.
W nowej klasie Marysia poznaje Kasię, pewną siebie artystkę i buntowniczkę, która stopniowo wprowadza ją w świat duchowych doznań i fantazji. Marysia traktuje nową koleżankę z uwielbieniem i podziwem, nie zauważając, że ta odnosi się do niej z pobłażliwością i lekką kpiną. Wydaje się jednak, że Kasia szczerze lubi Marysię, chociaż ich przyjaźń jest trudna: Kasia jest spontaniczna, impulsywna, jej nastrój waha się między euforią a głębokim smutkiem. Pod wpływem manipulacji Kasi Marysia stopniowo oddala się od rodziny, staje się skryta i zakłamana.
Kiedy przyjaźń dziewcząt zostaje zachwiana, Marysia odwraca się od Kasi i zaprzyjaźnia z drugą dziewczyną z klasy, Ewą. Ewa pochodzi z bogatej rodziny, jest zimna, rozpieszczona i przyzwyczajona do luksusów. Obdarowuje Marysię coraz to nowymi prezentami i zaznajamia ją ze światem cielesnych przyjemności. Marysia uczy się od niej obycia, ale i staje się wyrachowana i interesowna.
Kulminacyjny moment w akcji następuje, gdy Marysia odkrywa prawdę o Kasi i Ewie oraz dowiaduje się o grze, jaka była z nią prowadzona.
Książka, podzielona na kilka części, pisana jest w pierwszej osobie. Czytelnik widzi przemianę, jaką przechodzi Marysia – z prostodusznej dziewczynki z zapadłej wsi staje się beznamiętna i cyniczna. Widoczna jest też schizofrenia, w której bohaterka stopniowo się pogrąża, a która spowoduje tragiczny finał historii – jej samobójstwo.

## Reakcje krytyki
Powieść wywołała spór krytycznoliteracki, zainicjowany pozytywnymi recenzjami opublikowanymi na łamach czasopism. Piotr Bratkowski w artykule Brzydkie kaczątko i martwy łabędź w "Gazecie Wyborczej" nazwał Pannę Nikt najciekawszym debiutem ostatnich lat i jedną z najważniejszych powieści polskich lat 90. Książkę chwalił również Czesław Miłosz, określając ją jako potrzebną i ważną, i jako szczególną, bo polską, realizację nurtu postmodernizmu w literaturze. Niedługo później pojawiły się głosy polemiczne. Dariusz Nowacki oskarżył Gazetę Wyborczą o akcję marketingową na rzecz książki, natomiast Kinga Dunin (w artykule Pies z Marysią tańcował) napisała, że powieść jest sprawna językowo i przyjemna w czytaniu, natomiast nie jest ani arcydziełem, ani powieścią postmodernistyczną. Andrzej Franaszek natomiast stwierdził, że utwór świadczy o słabej kondycji polskiej literatury i jest wypełniony stereotypami, sprawiającymi, że książka staje się śmieszna w sposób niezamierzony przez autora. Krzysztof Uniłowski z kolei zarzucił powieści, że przypomina umoralniającą pogadankę.

## Ekranizacja
Film "Panna Nikt" wyreżyserował Andrzej Wajda na podstawie scenariusza Radosława Piwowarskiego. Marysię zagrała Anna Wielgucka, w rolę Kasi wcieliła się Anna Mucha, a Ewy – Anna Powierza.

## Nagrody
Książka zdobyła nagrodę Polskiej Sekcji IBBY na "Książkę Roku" 1994.